# Dấu ngoặc kép
Dấu ngoặc kép (“ ”) còn được gọi là dấu trích dẫn (tiếng Anh: Quotation mark) là một loại dấu câu được sử dụng theo cặp gồm hai dấu nháy đơn (‘) đứng liền kề nhau và thường được hiểu chung là một dấu duy nhất (“) trong các hệ thống chữ viết khác nhau để đánh dấu bắt đầu và kết thúc của phần trích dẫn lời nói trực tiếp, câu nói được trích dẫn hoặc cụm từ đặc biệt. Cặp dấu này thường bao gồm một dấu ngoặc kép mở và dấu ngoặc kép đóng khi trích dẫn tương ứng bắt đầu và kết thú câu trích dẫn.
Dấu ngoặc kép có nhiều dạng, biến thể trong các ngôn ngữ khác nhau và trong các phương tiện truyền thông khác nhau.
Trong các văn bản của Mỹ, dấu ngoặc kép được sử dụng bình thường (kiểu chính, "). Nếu dấu ngoặc kép được sử dụng bên trong một dấu ngoặc kép khác, thì dấu nháy đơn được sử dụng làm kiểu phụ. Ví dụ: “Không phải cô ấy nói ‘Tôi thích màu đỏ nhất’ khi tôi hỏi sở thích rượu của cô ấy sao?” anh hỏi khách. Nếu một tập hợp các trích dẫn khác được lồng nhau, các trích dẫn kép được sử dụng lại và chúng tiếp tục thay thế khi cần thiết (mặc dù điều này hiếm khi xảy ra).

## Bảng tóm tắt các biến thể trong các ngôn ngữ
Các ngôn ngữ khác có quy ước tương tự như tiếng Anh, nhưng sử dụng các ký hiệu khác nhau hoặc vị trí khác nhau. 
| Ngôn ngữ                   | Cơ bản            | Cơ bản          | Cơ bản            | Dạng thay thế | Dạng thay thế | Dạng thay thế | Khoảng cách    | Tên, ghi chú & tham khảo |
| Ngôn ngữ                   | Thứ nhất          | Thứ hai         |                   | Thứ nhất      | Thứ hai       |               | Khoảng cách    | Tên, ghi chú & tham khảo |
| -------------------------- | ----------------- | --------------- | ----------------- | ------------- | ------------- | ------------- | -------------- | --- |
| Tiếng Afrikaans            | “…”               | ‘…’             |                   | „…”           | ‚…’           | [ i ]         |                | Aanhalingstekens (quotation) |
| Tiếng Albania              | „…“               | ‘…’             |                   |               |               |               |                | Thonjëza (quotes) |
| Tiếng Amhara               | «…»               | ‹…›             | [ 4 ] [ 5 ] [ 6 ] | “…”           | ‘…’           | [ 6 ]         |                | ትምህርተ ጥቅስ (timihirite t’ik’isi, quote) |
| Tiếng Ả Rập                | «…»               |                 |                   | ”…“           |               |               | tuỳ            | علامات تنصيص (ʻalāmāt tanṣīṣ, quotation marks) |
| Tiếng Armenia              | «…»               |                 |                   |               |               |               |                | չակերտներ (chakertner, quotation marks) |
| Tiếng Azerbaijan           | «…»               | „…“             |                   | „…“           |               |               | 0–1 pt         | Dırnaq işarəsi} (fingernail mark) |
| Tiếng Basque               | «…»               | “…”             |                   | “…”           | ‘…’           |               |                | Komatxoak |
| Tiếng Belarus              | «…»               | “…”             | [ 7 ]             |               |               |               |                | - Двукоссе (Dvukosse, double commas) - Лапкі (Lapky, little paws) |
| Tiếng Bosnia               | ” … ” „ … ”       | ’…’             |                   | „…“           | »…«           |               |                | - ”…” Navodnici, Наводници, Znaci navoda, Знаци навода (quotation marks) - ’…’ Polunavodnici, Полунаводници (half-quotation marks) - »…« is used only in printed media. |
| Tiếng Bulgaria             | „…“               | - ‘…’           | [ 8 ] [ iv ]      | «…»           | - ‘…’         | [ 8 ] [ iv ]  |                | Кавички (Kavichki) - „…“ is sometimes replaced by "…" or “…” - ’…’ and ‘…’ are sometimes written as '…', ‘…’ or ‛…’ |
| Tiếng Catalunya            | «…»               | “…”             | [ iv ] [ v ]      | “…”           | ‘…’           | [ iv ]        | khống          | - «…» Cometes franceses (French quotation marks) - “…” Cometes angleses (English quotation marks) - ‘…’ Cometes simples (Simple quotation marks) |
| Tiếng Trung, giản thể      | “…”               | ‘…’             | [ 9 ]             | - ﹃⋮﹄       | - ﹁⋮﹂       | [ 9 ]         | Fullwidth form | - “…” 双引号 (bính âm: shuāng yǐn hào, double quotation mark) - ‘…’ 单引号 (bính âm: dān yǐn hào, single quotation mark) |
| Tiếng Trung, phồn thể      | - 「…」 - ﹁⋮﹂   | - 『…』 - ﹃⋮﹄ | [ 10 ] [ 11 ]     |               |               |               | Fullwidth form | - 「…」 單引號 (bính âm: dān yǐn hào; Việt bính: daan1 jan5 hou6, single quotation mark) - 『…』 雙引號 (bính âm: shuāng yǐn hào; Việt bính: soeng1 jan5 hou6, double quotation mark) |
| Tiếng Croatia              | „…”               | ‘…’             | [ 12 ] [ iv ]     | »…«           |               |               |                | - „…” and »…« Navodnici (quotation marks) - ‘…’ Polunavodnici (single quotes) - »…« is used only in printed media. |
| Tiếng Séc                  | „…“               | ‚…‘             |                   | »…«           | ›…‹           |               |                | Uvozovky (introduce) |
| Tiếng Đan Mạch             | » … « „ … “       | › … ‹ ‚ … ‘     | [ 13 ]            | ”…”           | ’…’           | [ 13 ]        |                | - Citationstegn (citation marks) - Anførselstegn (quotes) - Gåseøjne (goose eyes) |
| Tiếng Hà Lan               | „…”               | ‚…’             | [ 15 ]            | ‘…’           | “…”           |               |                | - Aanhalingstekens (citation marks) - ‘…’ zogenaamdfunctie (scare quotes) |
| Tiếng Anh Anh              | ‘…’               | “…”             | [ 16 ] [ viii ]   | “…”           | ‘…’           |               | 1–2 pt         | Quotation marks, double quotes, quotes, inverted commas, speech marks - Usage of single or double as primary varies across English varieties. |
| Tiếng Anh Mỹ; Anh Canada   | “…”               | ‘…’             | [ viii ]          |               |               |               | 1–2 pt         | Quotation marks, double quotes, quotes, inverted commas, speech marks - Usage of single or double as primary varies across English varieties. |
| Quốc tế ngữ                | “…”               | ‘…’             | [ ix ]            | « … » „ … “   | ‹ … › ‚ … ‘   |               |                | Citiloj (quotes) - There is no standard for quotation marks. L. L. Zamenhof recommended that writers use their native languages' quotation marks. However, it has become common practice to use the quotation marks of American English.                                                                                |
| Tiếng Estonia              | „…“               |                 | «…»               |               |               |               |                | - Jutumärgid (speech marks) - Hanejalad (goose feet) |
| Tiếng Filipino             | “…”               | ‘…’             | [ 17 ] [ viii ]   |               |               | [ 17 ]        |                | Panipi |
| Tiếng Phần Lan             | ”…”               | ’…’             | [ 18 ]            | »…»           | ’…’           | [ 18 ]        |                | Lainausmerkit (citation marks) |
| Tiếng Pháp                 | « … »             | « … »           | [ iv ]            |               | ‹ … ›         | [ iv ]        | - NNBSP - NBSP | Guillemets |
| Tiếng Pháp                 |                   | “…”             | [ iv ]            | “…”           | ‘…’           | [ iv ]        | không có       | Guillemets |
| Tiếng Pháp Thụy Sĩ         | «…»               | ‹…›             |                   |               |               |               |                | Guillemets |
| Tiếng Galicia              | «…»               | “…”             | [ 19 ]            | “…”           | ‘…’           | [ 19 ]        |                | - Comiñas - Aspas |
| Tiếng Gruzia               | „…“               |                 |                   | “…”           |               |               | không có       | ბრჭყალები (brč’q’alebi, claws) |
| Tiếng Đức                  | „…“               | ‚…‘             |                   | »…«           | ›…‹           |               |                | - Anführungszeichen (quotation marks) - Gänsefüßchen (little goose feet) - Hochkommas, Hochkommata (high commas) |
| Tiếng Đức Thụy Sĩ          | «…»               | ‹…›             |                   | „…“           | ‚…‘           |               |                | - Anführungszeichen (quotation marks) - Gänsefüßchen (little goose feet) - Hochkommas, Hochkommata (high commas) |
| Tiếng Hy Lạp               | «…»               | “…”             | [ 22 ] [ 23 ]     |               |               |               |                | Εισαγωγικά (eisagogiká, introductory marks). |
| Tiếng Hebrew               | ”…”               | ’…’             | [ 24 ]            | „…”           | ‚…’           | [ 24 ]        |                | מֵירְכָאוֹת (merkha'ot) - Not to be confused with גֵּרְשַׁיִם (gershayim, double geresh typographical mark). |
| Tiếng Hindi                | “…”               | ‘…’             |                   |               |               | [ 25 ]        |                | उद्धरण चिह्न (uddharan chihn) |
| Tiếng Hungary              | „…”               | »…«             | [ iv ]            |               |               |               |                | - „…” Idézőjel (quotation mark) - »…« Belső idézőjel, lúdláb (inner quotation mark, goose feet) - ’…’ Félidézőjel (half quotation mark, tertiary quotation mark) - "…" Macskaköröm (cat claws) - The three levels of Hungarian quotation: „…»…’…’…«…”                                                                   |
| Tiếng Iceland              | „…“               | ‚…‘             |                   |               |               |               |                | Gæsalappir (goose feet) |
| Tiếng Indonesia            | “…”               | ‘…’             |                   |               |               |               |                | Tanda kutip, tanda petik (quote mark) |
| Interlingua                | “…”               | ‘…’             | [ ix ]            |               |               |               |                | Virgulettas |
| Tiếng Ireland              | “…”               | ‘…’             |                   |               |               |               | 1–2 pt         | Liamóg (William) |
| Tiếng Ý                    | «…»               | “…”             | [ 27 ]            | “…”           | ‘…’           | [ 27 ]        |                | Virgolette (small commas) |
| Tiếng Ý Thụy Sĩ            | «…»               | ‹…›             |                   |               |               |               |                | Virgolette (small commas) |
| Tiếng Nhật                 | - 「…」 - ﹁ ⋮ ﹂ | - 『…』 - ﹃⋮﹄ |                   |               |               |               |                | - 「…」 鉤括弧 ( kagi kakko, hook bracket) - 『…』 二重鉤括弧 ( nijū kagi kakko, double hook bracket) |
| Tiếng Kazakh               | «…»               |                 |                   | “…”           |               |               |                | Тырнақша (Tırnaqşa) |
| Tiếng Khmer                | «…»               |                 | [ f ]             | “…”           |               |               |                | សញ្ញាសម្រង់ (sanhnhea samrong, quotation mark) |
| Tiếng Hàn (Bắc Triều Tiên) | 《…》             | 〈…〉           |                   |               |               |               |                | - 〈…〉 홑화살괄호 (hot'hwasalgwalho, arrow bracket) - 《…》 겹화살괄호 (gyeop'hwasalgwalho, double arrow bracket) |
| Tiếng Hàn (Nam Triều Tiên) | “…”               | ‘…’             |                   | ﹃⋮﹄         | ﹁⋮﹂         |               |                | - “…” 쌍따옴표 (ssang-ttaompyo, double quotation mark) - ‘…’ 따옴표 (ttaompyo, quotation mark) - 「…」 낫표 (natpyo, scythe symbol) - 『…』 겹낫표 (gyeomnatpyo, double scythe symbol) |
| Tiếng Lào                  | “…”               |                 |                   |               |               |               |                | ວົງຢືມ (vong yum) |
| Tiếng Latvia               | “ … ” „ … ”       |                 |                   |               |               |               |                | Pēdiņas |
| Tiếng Litva                | „…“               | ‚…‘             |                   |               |               |               |                | Kabutės |
| Tiếng Lojban               | lu … li’u         |                 |                   | lu “…” li’u   |               |               |                | Lojban uses the words lu and li’u, rather than punctuation, to surround quotes of grammatically correct Lojban. Double quotes (unnamed in Lojban, but lubu suggested, following same pattern as alphabet) can also be used for aesthetic purposes. Non-Lojban text may be quoted using zoi.                             |
| Tiếng Macedonia            | „…“               | ’…‘             | [ 34 ]            |               |               | [ 34 ]        |                | - „…“ Наводници (Navodnitsi, double quote) - ’…‘ Полунаводници (Polunavodnitsi, single quote) |
| Tiếng Malta                | “…”               | ‘…’             |                   |               |               |               |                | Virgoletti |
| Tiếng Mông Cổ, chữ Kirin   | «…»               | „…“             | [ iv ]            | „…“           |               |               |                | |
| Tiếng Mông Cổ, chữ Mông Cổ | 《…》             | 〈…〉           | [ x ] [ 35 ]      |               |               |               |                | |
| Chữ Tày Lự mới             | 《…》             | 〈…〉           | [ 36 ]            |               |               |               |                | |
| Tiếng Na Uy                | «…»               | ‘…’             | [ 37 ]            | „…“           | ,…‘           |               |                | - Anførselstegn (quotation marks) - Gåseauge, gåseøyne (goose eyes) - Hermeteikn, hermetegn - Sitatteikn, sitattegn - Dobbeltfnutt |
| Tiếng Occitan              | «…»               | “…”             |                   | “…”           | ‘…’           |               |                | Vergueta |
| Tiếng Pashtun              | «…»               |                 |                   |               |               |               |                | [ ii ] [ 38 ] |
| Tiếng Ba Tư                | «…»               |                 |                   |               |               |               |                | گیومه (giyume, guillaume) |
| Tiếng Ba Lan               | „…”               | « … » » … «     | [ iii ]           | « … » » … «   |               |               |                | Cudzysłów (someone else's word) |
| Tiếng Bồ Đào Nha Brasil    | “…”               | ‘…’             | [ iv ]            |               |               |               |                | - Aspas (quotation marks) - Aspas duplas (double quotation marks) - Aspas simples (single quotation marks) - “…” Aspas curvas, aspas inglesas, aspas altas, aspas levantadas, aspas elevadas (curved quotation marks) - «…» Aspas angulares, aspas latinas, vírgulas dobradas, aspas em linha (angular quotation marks) |
| Tiếng Bồ Đào Nha châu Âu   | «…»               | “…”             | [ 43 ] [ iv ]     | “…”           | ‘…’           | [ 43 ]        |                | - Aspas (quotation marks) - Aspas duplas (double quotation marks) - Aspas simples (single quotation marks) - “…” Aspas curvas, aspas inglesas, aspas altas, aspas levantadas, aspas elevadas (curved quotation marks) - «…» Aspas angulares, aspas latinas, vírgulas dobradas, aspas em linha (angular quotation marks) |
| Tiếng România              | „…”               | «…»             | [ 44 ] [ iv ]     |               |               |               | không có       | Ghilimele (quotes) |
| Tiếng Romansh              | «…»               | ‹…›             |                   |               |               |               |                | |
| Tiếng Nga                  | «…»               | „…“             | [ iv ]            | “…”           | ‘…’           |               | none           | - Кавычки (kavychki) - «…» Ёлочки (yolochki, little spruces) - „…“ Лапки (lapki, little paws) |
| Tiếng Serbia               | „…”               | ’…’             |                   |               |               |               |                | - Наводници (navodnici) - Знаци навода (znaci navoda) |
| Tiếng Gael Scotland        | ‘…’               | “…”             |                   | “…”           | ‘…’           |               |                | Cromagan turrach |
| Tiếng Slovakia             | „…“               | ‚…‘             |                   | »…«           | ›…‹           |               |                | Úvodzovky (introduce) |
| Tiếng Slovenia             | „…“               | ‚…‘             |                   | »…«           | ›…‹           |               |                | Navednice |
| Tiếng Sorb                 | „…“               | ‚…‘             |                   |               |               |               |                | |
| Tiếng Tây Ban Nha          | «…»               | “…”             | [ 45 ] [ iv ]     | “…”           | ‘…’           | [ iv ] [ v ]  |                | - Comillas - «…» Comillas latinas, comillas angulares - “…” Comillas inglesas dobles - ‘…’ Comillas inglesas simples |
| Tiếng Thụy Điển            | ”…”               | ’…’             | [ 46 ]            | » … » » … «   | ’…’           | [ 46 ]        |                | - Citationstecken, anföringstecken - Citattecken (modernised term) - Dubbelfnutt (ASCII double quote) - Kaninöron (bunny ears) |
| Tiếng Thái Na              | 《…》             | 〈…〉           | [ 47 ]            |               |               |               |                | |
| Tiếng Tạng                 | 《…》             | 〈…〉           | [ 48 ]            |               |               |               |                | |
| Tiếng Tigrinya             | «…»               | ‹…›             | [ 5 ] [ 6 ]       | “…”           | ‘…’           | [ 6 ]         |                | |
| Tiếng Thái                 | “…”               | ‘…’             |                   |               |               |               |                | อัญประกาศ (anyaprakat, differentiating mark) |
| Tiếng Thổ Nhĩ Kỳ           | “…”               | ‘…’             | [ 49 ]            | «…»           | ‹…›           |               | 0–1 pt         | Tırnak işareti (fingernail mark) |
| Tiếng Ukraina              | «…»               | “ … ” ‘ … ’     | [ 50 ]            | - „…“ - „…”   |               |               | none           | Лапки (lapky, little paws) |
| Tiếng Duy Ngô Nhĩ          | «…»               | ‹…›             |                   |               |               |               | none           | - قوش تىرناق (qosh tirnaq) - يالاڭ تىرناق (yalang tirnaq) |
| Tiếng Uzbek                | «…»               | „…“             | [ 52 ]            | „…“           | ‚…‘           |               |                | Qoʻshtirnoq (nails) |
| Tiếng Việt                 | “…”               |                 | [ 53 ]            |               |               |               |                | - Dấu ngoặc kép - Dấu nháy kép |
| Tiếng Wales                | ‘…’               | “…”             |                   | “…”           | ‘…’           |               | 1–2 pt         | Dyfynodau |

1. 1 2  Traditional.
2. 1 2 3 4 5  Direction of text is right-to-left.
3. 1 2 3 4 5  Rarely used.
4. 1 2 3 4 5 6 7 8 9 10 11 12 13 14 15  A quotation dash is preferred for dialogue.
5. 1 2  A closing quotation mark is added to the beginning of each new paragraph.
6. 1 2 3 4 5 6 7 8  Only used when text is written vertically.
7. 1 2 3 4  Rotated for use in horizontal text; originally written ﹁⋮﹂ and ﹃⋮﹄ in vertical text
8. 1 2 3  Within a quotation, the opening quotation mark is repeated at the beginning of each new paragraph.
9. 1 2  Usage may vary, depending on the native language of the author and publisher.
10. ↑  Direction of text is vertical.
11. ↑  Handwriting.

1. ↑  According to the French Imprimerie nationale. English quotes are more common on the second level.
2. ↑  According to French usage in print and the practice of the French Imprimerie nationale. A rule in the house style guide recommends NBSP, though.
3. ↑  According to a rule in the house style guide of the French Imprimerie nationale. Practice in the style guide and elsewhere shows use of NNBSP, though. Also used in word processing, where NBSP is not justifying, though (except in Word 2013, according to this forum thread).
4. ↑  According to French usage. The French Imprimerie nationale recommends double angle quotes even on the second level.
5. 1 2 3 4  In Thụy Sĩ the same style is used for all languages.
6. ↑  Inferred from keyboard layout and fonts.